# Stagnicola turricula
Stagnicola turricula – gatunek słodkowodnego ślimaka z rodziny błotniarkowatych (Lymnaeidae), przez wielu systematyków klasyfikowany w obrębie Stagnicola palustris (błotniarka pospolita), ponieważ badania genetyczne nie wykazały istotnych różnic pomiędzy nimi, pomimo różnic morfologicznych. Pomiędzy naukowcami trwa dyskusja nad tym, czy można je uznać za jeden gatunek, czy też nie.
Zasięg występowania Stagnicola turricula obejmuje Europę Środkową oraz południowo-wschodnią, po Turcję. Jego populacje w Niemczech i Austrii zanikają – został tam wykazany na krajowych czerwonych listach gatunków zagrożonych. W Polsce jest gatunkiem rzadkim.
Zasiedla zbiorniki wodne na terenach zalewanych okresowo oraz inne spokojne wody bogate w roślinność. W 2011 na Górnym Śląsku stwierdzono jego występowanie poza naturalnymi siedliskami, w zbiornikach wodnych pochodzenia antropogenicznego.
Muszla o wymiarach 9–16,5 × 4,5–7 mm, z 4,5–5 skrętami, o barwie rogowo brązowej. Jest smuklejsza, bez fioletowego zabarwienia, a jej zwoje są mniej wypukłe niż u S. palustris.